# Amycini
Amycini è una tribù di ragni appartenente alla Sottofamiglia Amycinae della Famiglia Salticidae dell'Ordine Araneae della Classe Arachnida.

## Distribuzione
I 13 generi oggi noti di questa tribù sono diffusi prevalentemente in America centrale e meridionale; in particolare Arnoliseus è endemico del solo Brasile, e Letoia e Frespera sono endemici del solo Venezuela.
Unica eccezione, il genere Idastrandia, è stato rinvenuto a Singapore.

## Tassonomia
A maggio 2010, gli aracnologi riconoscono 13 generi appartenenti a questa tribù:
- Acragas Simon, 1900 — America centrale e meridionale (20 specie)
- Albionella Chickering, 1946 — Guiana francese, Panama (3 specie)
- Amycus C. L. Koch, 1846 — Messico, America meridionale (14 specie)
- Arnoliseus Braul, 2002 — Brasile (2 specie)
- Encolpius Simon, 1900 — America meridionale (3 specie)
- Frespera Braul & Lise, 2002 — Venezuela (2 specie)
- Hypaeus Simon, 1900 — America centrale e meridionale (19 specie)
- Idastrandia Strand, 1929 — Singapore (1 specie)
- Letoia Simon, 1900 — Venezuela (1 specie)
- Mago O. P.-Cambridge, 1882 — America meridionale, Sri Lanka (12 specie)
- Noegus Simon, 1900 — dall'America centrale all'America meridionale (21 specie)
- Vinnius Simon, 1902 — Brasile, Argentina (4 specie)
- Wallaba Mello-Leitão, 1940 — Indie Occidentali, Guyana (3 specie)